# Benjamin Hobson
Benjamin Hobson (Welford, Northamptonshire, 2 de gener del 1816 - Londres, 16 de febrer del 1873), fou un missioner protestant que va servir a la Societat Missionera de Londres durant les darreries de la dinastia Qing a la Xina. Era un metge missioner que va arribar a Macau en 1839 i va servir uns vint anys a la Xina en els hospitals de Macau, Hong Kong, Guangzhou i Xangai. Després de la mort de la seva primera esposa, Hobson el 1847 es va casar amb la filla de Robert Morrison, el primer missioner protestant a la Xina.

## Obres pròpies o editades
Va publicar cinc llibres mèdics en xinès amb Kuan Mao-tsai en la dècada del 1850.